# Hercule (film, 2014)
Pour les articles homonymes, voir Hercule (homonymie).
Pour plus de détails, voir Fiche technique et Distribution.
Hercule (Hercules) est un péplum américain coproduit et réalisé par Brett Ratner et sorti en 2014. Le film est librement adapté du roman graphique Hercule : Les Guerres thraces de Steve Moore et Admira Wijaya, qui lui-même se déroule dans un univers librement inspiré par la mythologie grecque et par la Grèce antique et met en scène le héros grec Héraclès (communément appelé de son nom latin Hercule).
Le film, sorti quelques mois après le projet concurrent La Légende d'Hercule de Renny Harlin, reçoit des critiques plutôt mitigées mais réalise de bonnes performances au box-office.

## Synopsis
Iolaos, neveu d'Hercule, est retenu prisonnier par une bande de brigands thraces. Pour les impressionner, il leur rappelle les exploits mythiques d'Hercule, son compagnon d'armes, au cours de ses douze travaux : l'hydre de Lerne, le sanglier d'Érymanthe, le lion de Némée, etc. Mais il se heurte à l'incrédulité des bandits. Heureusement, Hercule arrive à temps pour le sauver, accompagné de plusieurs compagnons d'armes, et ils tuent ou mettent en fuite les bandits pourtant largement plus nombreux. Il s'avère qu'Hercule et ses compagnons sont des mercenaires qui ont été payés pour débarrasser la région des bandits qui l'infestent. Tandis qu'ils comptent leurs primes dans une auberge, Hercule et ses compagnons reçoivent la visite d'Ergenia, la fille de Cotys, roi d'un des royaumes de Thrace. Ergenia les engage pour le compte de son père, qui a besoin de repousser le roi Rhésos, un roi-sorcier sanguinaire réputé capable d'invoquer des centaures sur le champ de bataille. Hercule recevra son poids en or pour prix de cette mission.
Hercule et sa bande se rendent jusqu'à la ville du roi Cotys, dominée par une énorme statue d'Héra. Ils y rencontrent rapidement Sitaclès, général de Cotys qui les accueille froidement, et Arios, le tout jeune fils d'Ergenia, qui admire Hercule. Hercule présente ses compagnons au roi Cotys : Autolycos, doué au lancer de lames ; Tydée, une brute assoiffée de sang ; Atalante, redoutable archère, présentée comme une Amazone ; Amphiaraos le devin, qui se bat à la lance et connaît à l'avance le moment de sa propre mort ; et Iolaos, son jeune neveu, meilleur orateur que combattant. Les cinq guerriers sont chargés par Cotys de former son armée, composée de paysans et de jeunes gens inexpérimentés : il faudra du temps pour en faire des soldats. Mais le temps manque, car un messager ensanglanté vient apprendre à Cotys que l'armée de Rhésos approche et menace la région où vit la tribu des Besses. Malgré les conseils d'Hercule, Cotys part en guerre très vite. Hercule et sa bande ont tout juste le temps d'apprendre à l'armée une formation défensive utilisant les boucliers. Parvenue en vue du village des Besses, l'armée tombe sur ce qu'elle prend pour un champ de bataille jonché de cadavres, mais il s'agit d'un piège : les Besses, qui ne sont pas morts, se jettent sur l'armée et la bataille s'engage. Après un combat difficile, l'armée menée par Hercule remporte la victoire au prix de lourdes pertes. Cotys pense que les Besses ont été manipulés par la magie de Rhésos. Le soir, au campement, Hercule est soigné par Ergenia. Il est tourmenté par des visions cauchemardesques, des souvenirs de sa femme Mégara et de ses enfants, tous morts, et des visions de Cerbère, le chien tricéphale des Enfers. Ergenia ne tarde pas à interroger les compagnons d'Hercule sur le passé du héros. Hercule a longtemps été au service de Eurysthée, roi de Thèbes. Pendant un séjour à Athènes, Hercule a été retrouvé inanimé près des cadavres massacrés de sa femme et de ses enfants. Certains pensent qu'il les a tués, d'autres qu'Héra l'a rendu fou, mais personne ne sait ce qui s'est réellement passé. De retour en ville, Hercule et ses hommes ont enfin le temps d'équiper et d'entraîner correctement l'armée de Cotys. Quelque temps après, l'armée de Cotys affronte l'armée de Rhésos sur un espace découvert. Rhésos ne possède aucun centaure mais simplement des cavaliers. La bataille, occasion de nouveaux exploits des héros, s'achève par une nouvelle victoire pour Cotys.
Rhésos est ramené au palais en prisonnier et humilié. Mais quelque chose ne va pas. Rhésos méprise Hercule pour s'être allié à Cotys, qu'il qualifie de tyran, tandis qu'Ergenia a visiblement pitié du vaincu. Interrogée, elle révèle que Cotys est bel et bien un tyran dont la guerre n'était pas défensive mais offensive. Ergenia n'a d'autre choix que de se plier aux agissements de son père afin de protéger la vie d'Arios, mais elle espère pouvoir placer son fils sur le trône à la mort du vieux roi. Pendant ce temps, Cotys se fait couronner roi de Thrace et ne cache pas son ambition de bâtir un empire dirigeant la Grèce entière. Le lendemain, Cotys propose à Hercule de prendre le commandement de son armée, mais le héros refuse. Hercule et ses compagnons reçoivent leur paiement et sont invités à quitter la Thrace. Mais Hercule décide de rester. Surpris, ses compagnons décident de rester à leur tour, cédant leur salaire à Autolycos qui, de son côté, préfère partir. Hercule et sa bande rentrent au palais mais sont aussitôt capturés et emprisonnés côte à côte avec Ergenia et Arios : la conversation entre Hercule et Ergenia a été surprise par Sitaclès qui les a dénoncés. Hercule a la désagréable surprise de découvrir Eurysthée, qui s'est allié avec Cotys et veut profiter de l'occasion pour se débarrasser de lui. Hercule comprend que le meurtrier de sa femme et de ses enfants n'est autre qu'Eurysthée, qui l'a drogué et a fait massacrer sa famille par trois loups qu'il a amenés pour le supplicier plus tard. Alors qu'Erginia est sur le point d'être décapitée, Hercule trouve la force surhumaine nécessaire pour briser ses chaînes et la sauve, puis il affronte et terrasse les trois loups d'Eurysthée et libère ses compagnons. La bataille s'engage dans le palais mais Cotys dispose de la vaste armée que les héros ont entraînée eux-mêmes. Cotys retient toujours Arios en otage et somme Hercule de se rendre. Autolycos, qui a changé d'avis, sauve la mise aux héros de justesse et ils peuvent libérer Arios. Pressés par l'armée de Cotys, ils se réfugient sur la citadelle, au pied de la statue d'Héra. Après avoir jeté à leurs assaillants les braises et l'huile enflammée de plusieurs braseros, ils sont sur le point d'être pris lorsque Hercule, en un dernier tour de force, fait basculer sur l'armée la statue d'Héra. Cotys meurt écrasé par la statue, et ceux de ses soldats qui sont encore vivants se rangent du côté d'Hercule après cet exploit extraordinaire.

## Fiche technique
Sauf indication contraire, les informations mentionnées dans cette section peuvent être confirmées par la base de données cinématographiques IMDb,  présente dans la section « Liens externes ».
- Titre original : Hercules
- Titre francophone : Hercule
- Réalisation : Brett Ratner
- Scénario : Ryan Condal et Evan Spiliotopoulos, d'après le roman graphique Hercule : Les Guerres thraces de Steve Moore et Admira Wijaya
- Musique : Fernando Velázquez
- Direction artistique : Jean-Vincent Puzos
- Décors : Jason Knox-Johnston
- Costumes : Jany Temime
- Photographie : Dante Spinotti
- Son : Tim Chau
- Montage : Mark Helfrich
- Production : Sarah Aubrey, Beau Flynn, Barry Levine et Brett Ratner
- Sociétés de production : Film 44, Metro-Goldwyn-Mayer, Paramount Pictures, Radical Pictures et Spyglass Entertainment
- Sociétés de distribution :  Metro-Goldwyn-Mayer/Paramount Pictures
- Budget : 100 000 000 $
- Pays de production :  États-Unis
- Langue originale : anglais
- Format : couleur - 2,35:1 - son Dolby Digital
- Genre : péplum
- Durée : 98 minutes
- Dates de sortie :
  - États-Unis : 25 juillet 2014
  - France : 27 août 2014

## Distribution
- Dwayne Johnson (VF : David Krüger) : Hercule
- Ian McShane (VF : Patrick Floersheim) : Amphiaraos d'Argos
- John Hurt (VF : Jean-Pierre Leroux) : le roi Cotys
- Rufus Sewell (VF : Boris Rehlinger) : Autolycos de Sparte
- Aksel Hennie : Tydée de Thèbes
- Ingrid Bolsø Berdal (VF : Hélène Bizot) : Atalante de Scythes
- Reece Ritchie (VF : Alexandre Nguyen) : Iolaos d'Athènes
- Joseph Fiennes (VF : Patrick Osmond) : le roi Eurysthée
- Tobias Santelmann (VF : Bruno Choël) : Rhésos, le roi de Thrace
- Peter Mullan (VF : Patrick Raynal) : le général Sitaclès
- Rebecca Ferguson (VF : Laura Blanc) : Ergénia
- Isaac Andrews (VF : Octave Jagora) : Arius
- Joe Anderson : Phineus
- Irina Shayk (VF : Anne Tilloy) : Mégara
- Steve Peacocke : Stephanos
- Barbara Palvin : Antimache (en)

 Source et légende : version française (VF) sur RS Doublage, AlloDoublage et selon le carton du doublage français sur le DVD zone 2..

## Production
Le film s'inspire librement du roman graphique Hercule : Les Guerres thraces (Hercules: The Thracian Wars) scénarisé par Steve Moore et dessiné par Admira Wijaya, publié aux États-Unis par Radical Studios à partir de 2008. Le titre de travail du film est Hercules: The Thracian Wars ; le titre anglais définitif est Hercules.
Le budget de production du film s'élève à environ 100 millions de dollars américains.
Le tournage a lieu principalement en Hongrie dans les studios Origo Film avec quelques extérieurs tournés en Croatie.

## Accueil

### Accueil critique

#### Aux États-Unis
La critique anglo-américaine réserve un accueil assez favorable au film. Hercule reçoit une note moyenne de 57 % sur le site Rotten Tomatoes (sur la base de 117 critiques de presse) et est considéré comme un divertissement sans grande prétention mais d'une qualité parfois surprenante par rapport à ce que les critiques avaient pu craindre. Sur Metacritic, il obtient une note moyenne de 47⁄100 pour 25 critiques.

#### En France
En France, à la sortie du film le 27 août 2014, l'accueil des critiques de presse est plus tiède. Le site Allociné donne au film une note de 3⁄5 basée sur 19 critiques parues dans la presse ou sur des sites Internet spécialisés.
Les critiques les plus favorables apprécient la combinaison entre un univers visuel réussi et un scénario sans prétention mais efficace. Dans Le Journal du dimanche, Stéphanie Belpêche voit dans le film « une série B sans prétention » qui remplit sa mission de divertissement grâce à son humour et « traite au second degré des thèmes tels que la croyance populaire et le travestissement de la réalité ». Dans Télérama, Frédéric Strauss regrette un peu la transformation du mythe d'Hercule en aventures de groupe de mercenaires qui rappelle plus un groupe de super-héros, mais juge que « le charme opère » grâce à des décors rappelant les « aventures à l'ancienne », à l'innocence du scénario où un Hercule au grand cœur se met sans méfiance au service d'un roi qu'il croit bon, et à la bonne performance de Dwayne Johnson dans le rôle principal ; l'ensemble lui paraît toutefois presque trop décontracté.
Les critiques plus sceptiques, en revanche, regrettent un scénario décevant et ne sont pas convaincus des talents du réalisateur et de l'acteur principal. Dans La Voix du Nord, Philippe Lagouche juge Dwayne Johnson « très limité » en Hercule et reproche au réalisateur Brett Ratner d'avoir « pilonné » cette adaptation du roman graphique de Steve Moore et dessiné par Admira Wijaya. Dans Le Monde, Mathieu Macheret reconnaît à Brett Ratner une « compétence technique » dans les scènes de combat, mais voit dans le résultat « un blockbuster outrageusement formaté ».

### Box-office
| Pays ou région | Box-office      | Date d'arrêt du box-office | Nombre de semaines |
| -------------- | --------------- | -------------------------- | ------------------ |
| États-Unis     | 72 688 614 $    | 16 octobre 2014            | 12                 |
| France         | 795 315 entrées | 14 octobre 2014            | 7                  |
| Mondial        | 244 819 862 $   | —                          | —                  |

Lors de sa sortie aux États-Unis le 27 juillet 2014, Hercule rassemble 29,8 millions de dollars pendant son premier week-end d'exploitation, nettement derrière le film français de science-fiction Lucy de Luc Besson sorti en même temps. Ce démarrage, un peu inférieur à celui du remake du Choc des titans en 2010 (33,5 millions) ou aux Immortels en 2012 (32, 2 millions) et très inférieur à celui du Roi Scorpion où Dwayne Johnson jouait le rôle principal en 2002 (36 millions), est jugé « tiède » (lukewarm) par le site Box Office Mojo, qui estime cependant que « cela aurait pu être bien pire » et que Dwayne Johnson a su mobiliser ses fans. En une semaine, le film accumule 44,8 millions de dollars, et souffre beaucoup le week-end suivant de la sortie des Gardiens de la Galaxie de James Gunn, film de super-héros adapté d'un comic Marvel. Après un peu plus d'un mois d'exploitation, le film cumule un peu plus de 170 millions de dollars de recettes, dont environ 70 millions aux États-Unis et environ 91 millions dans le reste du monde.
Lors de sa sortie en France le 27 août 2014, Hercule réalise le meilleur démarrage à Paris (où il est exploité sur 17 copies) avec environ 1 580 entrées, devant le thriller fantastique canado-espagnol Enemy de Denis Villeneuve (un peu plus de 1000 entrées sur 20 copies) et le drame français Party Girl (environ 985 entrées sur 22 copies). Au cours de sa première semaine d'exploitation en France, le film rassemble un peu plus de 447 000 entrées ; il accumule un peu plus de 160 000 entrées supplémentaires en deuxième semaine.

## Controverse sur l'adaptation de la bande dessinée
Dans un entretien publié sur le site Bleeding Cool le 17 juillet 2014, l'auteur Alan Moore a appelé les lecteurs de sa bande dessinée à boycotter le film. Alan Moore explique que son homonyme et collègue de travail Steve Moore, auteur de la bande dessinée Hercule : Les Guerres thraces dont le film est adapté, a été trompé au moment de l'établissement du contrat d'édition de son travail chez Radical Comics, de sorte qu'il n'a pas pu toucher le moindre droit sur l'adaptation cinématographique. Steve Moore a donc souhaité que son nom ne soit pas associé au film ou à sa promotion, pour cette raison et aussi parce qu'il était très insatisfait des altérations apportées à son histoire dans le scénario (sa bande dessinée est basée sur une documentation historique et mythologique poussée dont le scénario du film ne tient pas compte, et Moore évoque notamment dans son histoire Hylas, amant d'Héraclès, qui a disparu dans le scénario du film). Cependant, Moore est mort quelque temps après, et, à partir de ce moment, la promotion du film a commencé à utiliser son nom afin de profiter du regain d'intérêt envers l'auteur à l'occasion de sa mort. Alan Moore, écœuré par le traitement réservé à son collègue, a donc appelé à boycotter le film à sa sortie.